# Maamingili
Maamingili is een van de bewoonde eilanden van het Alif Dhaal-atol behorende tot de Maldiven.

## Demografie
Maamingili telt (stand maart 2007) 1109 vrouwen en 1133 mannen.